# Садик Мујкић
Садик Мујкић (Јесенице, 29. фебруар 1968) бивши је веслач, који је наступао за Југославију и Словенију. Освајао је медаље на Олимпијским играма.
Мујкић је освајач две бронзане медаље на Олимпијским играма. Прву је освојио у двојцу без кормилара на Летњим олимпијским играма 1988. у Сеулу (са Бојаном Прешерном), а другу на Летњим олимпијским играма 1992. у Барселони у четверцу без кормилара. Након завршетка каријере, своје знање у веслању преноси радом са млађим категоријама.